# Marabou
För andra betydelser, se Marabou (olika betydelser).
Marabou är ett svenskt varumärke för chokladkonfektyr, som ägs av Mondelez International. Marabou etablerades i Sundbyberg 1916 som ett dotterföretag till det norska chokladföretaget Freia.
Varumärket ägdes till 1990 av livsmedelsföretaget AB Marabou som etablerades år 1916 och var en av Sveriges största chokladtillverkare. Namnet kommer från den stork som prydde det norska moderbolaget Freias förpackningar och användes som Marabous logotyp till slutet av 1960-talet. Den ersattes då av en logotyp designad av Sigvard Bernadotte som fortfarande används.
Marabou har inte längre någon verksamhet i Sundbyberg, utan finns numera sedan 1970-talet i Upplands Väsby under namnet Mondelēz Sverige. Marabouparken i Sundbyberg köptes av Sundbybergs kommun 2006.

## Historia

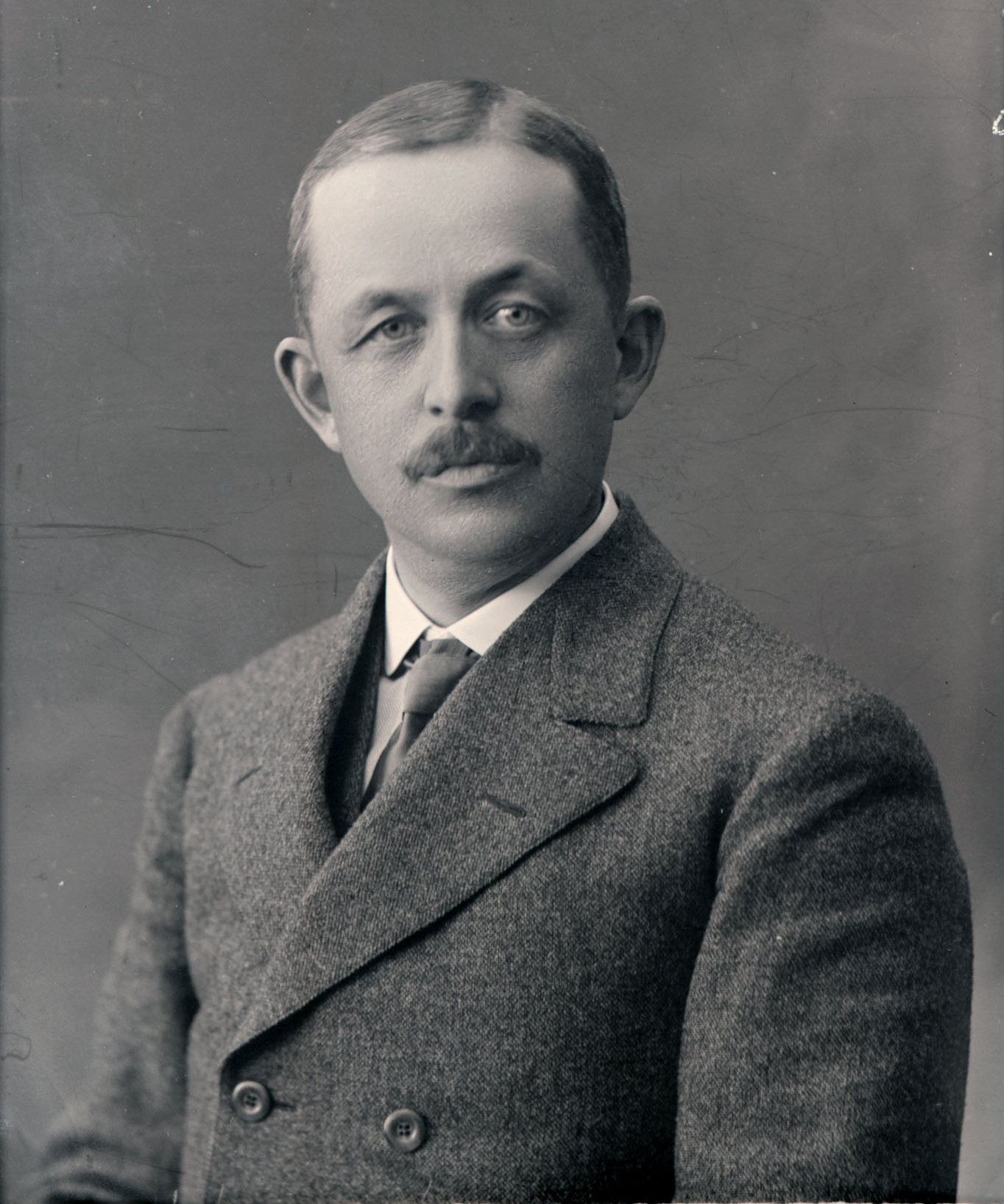
Johan Throne Holst.

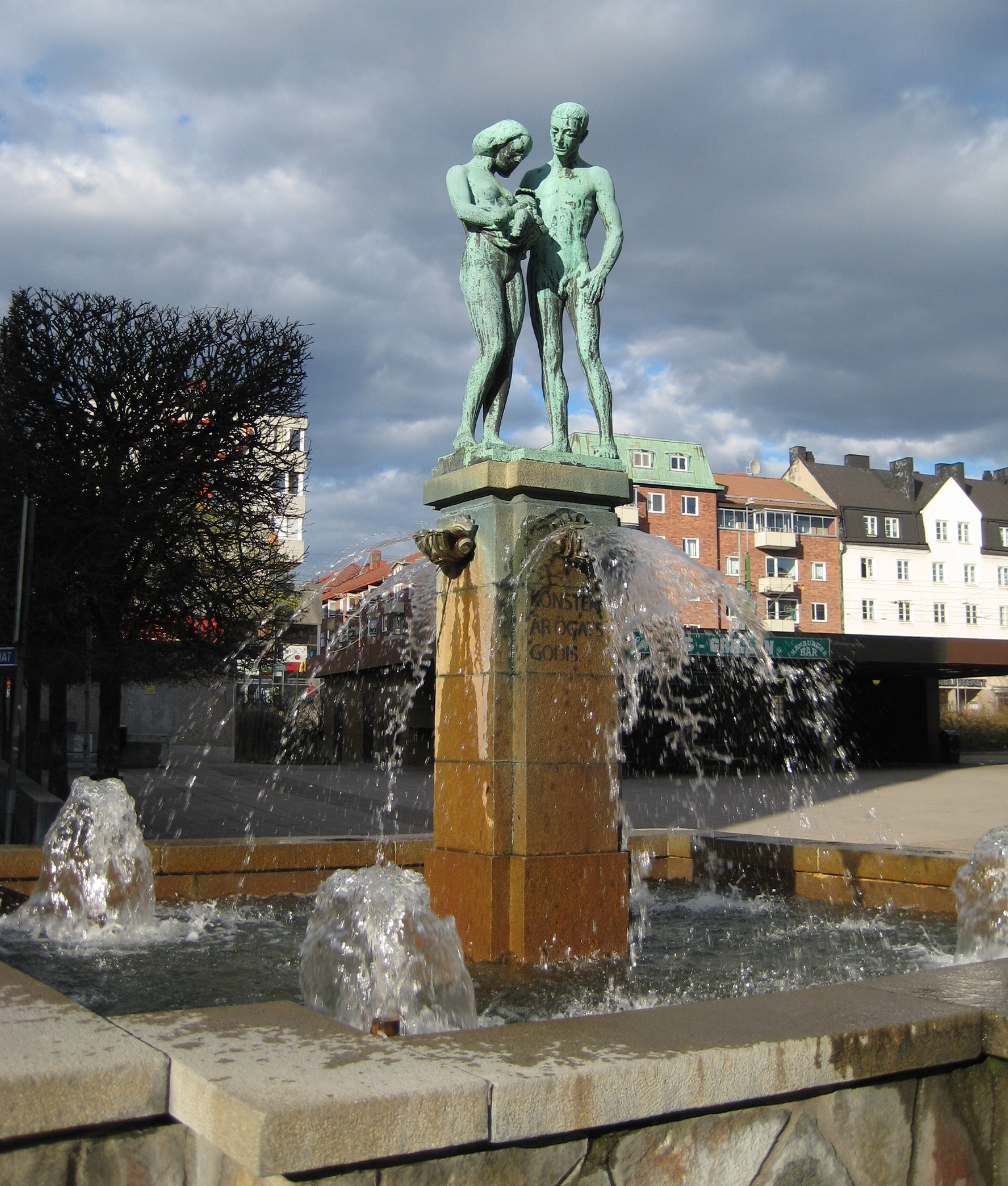
Industribrunnen med skulpturen Den lyckliga familjen vid Sundbybergs torg (1933) av skulptören Carl Fagerberg. Skulpturen skänktes till Sundbybergs stad av Marabou.

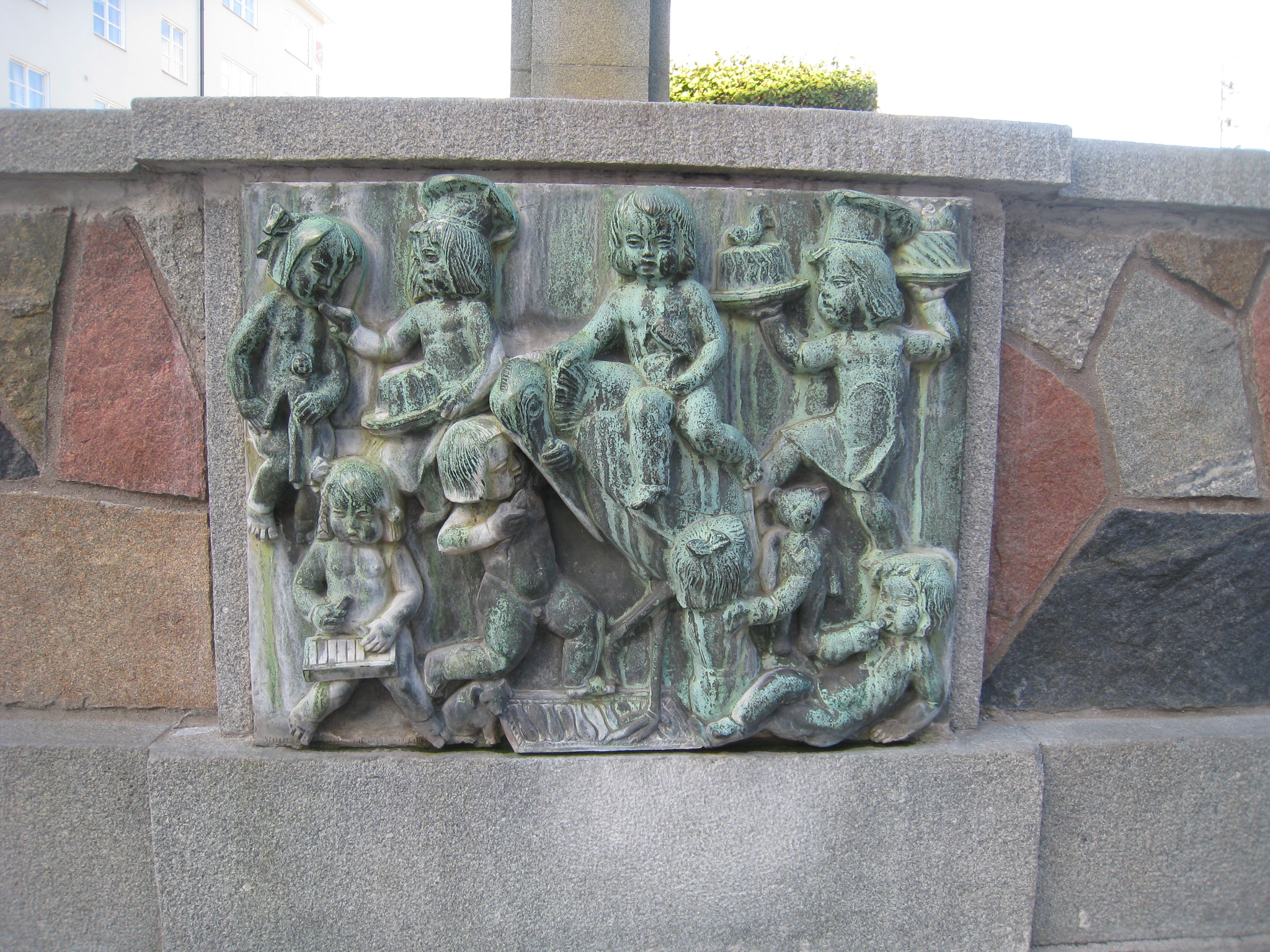
Bronsrelief över AB Chokladfabriken Marabou på sidan av fontänens brunnskar på Industribrunnen av Carl Fagerberg, 1933.

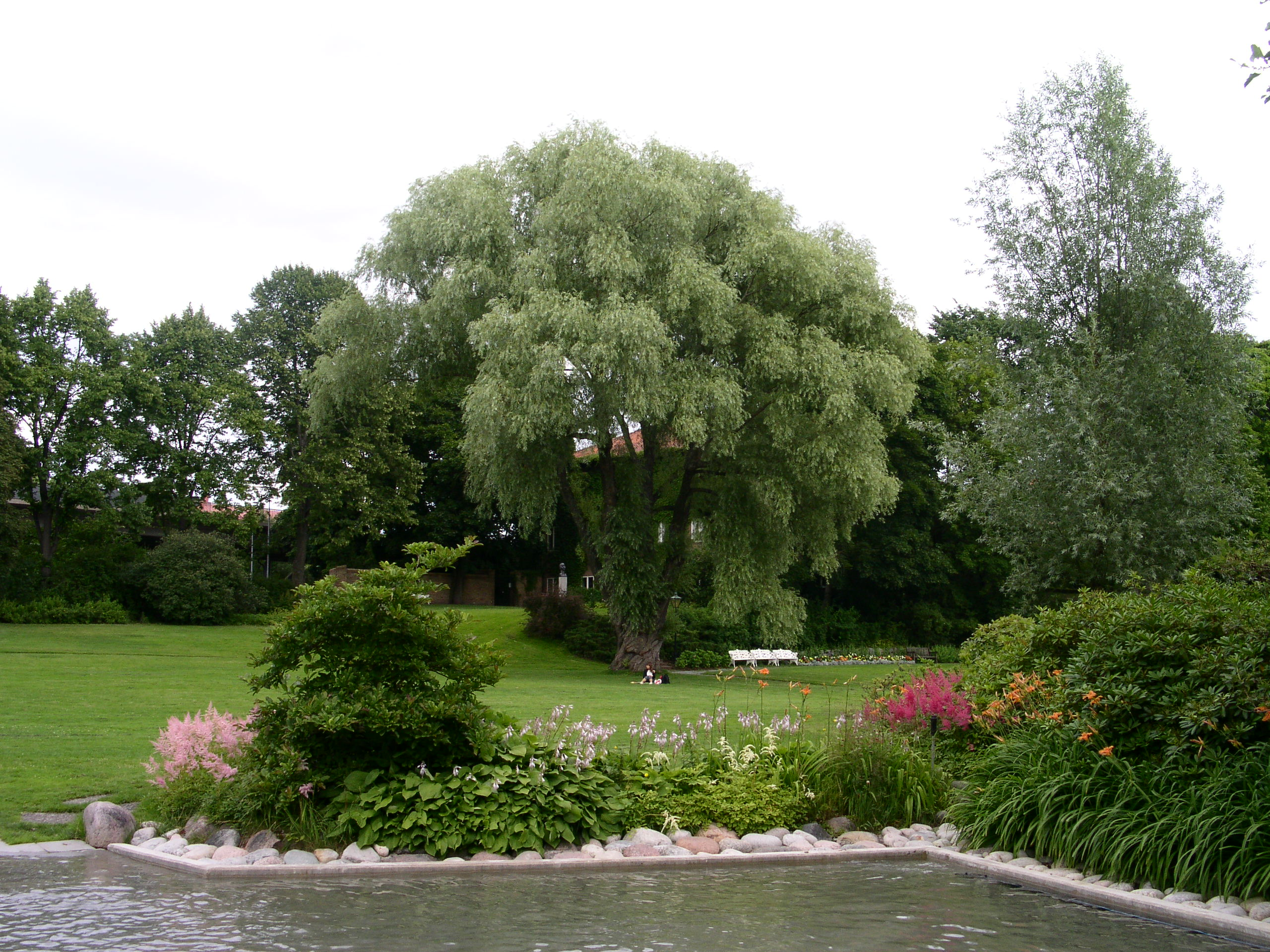
Marabouparken i Sundbyberg.

AB Chokladfabriken Marabou grundades 1916 av norrmannen Johan Throne Holst, som ett dotterbolag till hans norska chokladföretag Freia. Freia nådde i början av 1900-talet en dominerande ställning i Norge med över 50 procents marknadsandel. Under första världskriget var de europeiska marknaderna stängda och bolaget riktade blickarna mot Sverige. År 1916 bildade Freia tillsammans med Emissionsinstitutet Marabou. En fabrik som ritades av Ivar Tengbom med en golvyta på 4 000 kvm uppfördes i Stockholm.
Men produktionen kunde inte komma igång då kriget hindrade leveranser av maskiner - och råvaran kakao. Istället ägnade sig Marabou åt att tillverka wellpapp genom dotterbolaget AB Patentemballage. År 1919 kom den egentliga verksamheten igång. De första chokladkakorna hette Topsy och Siljan. Tillverkningen startade 1919 i Sundbyberg. Då firmanamnet Freja var upptaget i Sverige, tog man Marabou som namn, eftersom Freia hade en maraboustork som företagssymbol. Tiderna var besvärliga och först i slutet av 1920-talet stabiliserade sig företaget och började generera vinster. Fabriken byggdes och antalet anställda var uppe i 600 personer. Antalet produkter var uppe i 300 stycken. År 1930 invigdes bolagets laboratorium År 1932 blev Henning Throne Holst VD för Marabou. År 1934 rekryterades Lars Anderfelt som platschef och han blev 1937 företagets vice VD. Åren 1941–1962 ägde och utvecklade Marabou livsmedelsföretaget Findus i Bjuv. Anderfelt var drivande i utvecklingen av Findus till ett internationellt företag inom djupfrysta varor.
Den 1 maj 1934 invigdes fontänen Industribrunnen vid Sundbybergs torg med skulpturen Familjelycka (eller Den lyckliga familjen). Skulpturen uppfördes 1933 av skulptören Carl Fagerberg och invigdes av Nils Edén, landshövding i Stockholms län. Skulpturen skänktes till Sundbybergs stad av Marabou. På sidorna av fontänens brunnskar pryds Industribrunnen av fyra stycken bronsreliefer som symboliserar stadens dåvarande fabriker, olika industrier som förut var aktiva i Sundbyberg, såsom Marabou, Sieverts Kabelverk, Spis- och Knäckebrödsfabriken Kronan och Bryggeriet Kronan.
År 1937 skapades Marabouparken i Sundbyberg, som blev en park både för företagets personal och allmänheten. Det var under 1930-talet som Marabou erbjöds att köpa den intilliggande tomten, Sundbybergs gård, av Sundbybergs stad på villkor att även allmänheten fick tillgång till den park som man planerade för personalen. Den framstående landskapsarkitekten Sven Hermelin arbetade med parken i arton år, mellan 1937 och 1955. 
År 1943 stod en ny fabrik och laboratorium färdigt, som ritats av Artur von Schmalensee. År 1939 följde lanseringen av Aladdin. Andra storsäljare som började produceras var Japp, Non Stop, Daim och Twist. År 1934 började Marabou tillverka det första svenska tuggummit Toy. Andra världskrigets restriktioner och chokladskatt gjorde att bolaget skar ner på sitt sortiment. Krigets påverkan, med minskad tillgång till råvaror, förde med sig att Marabou satsade på nya produkter. Marabou fick en marknadsandel på 60-70 procent. Marabou tog även fram ett surrogatkaffe. Daim lanserades i Sverige och Norge 1953 och spreds senare till fler marknader, bland annat Frankrike och Japan. Det var VD:n Lars Anderfeldt som fått tag i ett recept under ett USA-besök. År 1956 fick Marabou en stor framgång i Nya Marabou Mjölkchoklad. Chokladen började karamelliseras i mitten av 1950-talet, vilket medförde att chokladsmaken förändrades. Under 1960-talet lanserades den nya logotypen som skapats av Sigvard Bernadotte. Med tiden blev fabrikslokalerna i Sundbyberg otillräckliga. Efter 60 år på samma plats flyttade företaget under 1970-talet tillverkningen till en nybyggd fabrik i Upplands Väsby, där man är kvar än i dag (2022).

### Företagsuppköp
På 1960-talet expanderade Marabou genom att köpa upp snackstillverkaren Estrella och bageriet Diwong. Köpen finansierades genom försäljningen av Findus till schweiziska Nestlé som slutfördes 1962. År 1976 inledde Marabou ett nytt amerikanskt samarbete, nu med Hershey som även blev delägare i Marabou. År 1980 började Hershey sälja Daim i USA.
Håkan Mogren var verkställande direktör för Marabou 1977–1988. År 1979 köpte Marabou Göteborgs kex, som var i behov av en större aktör i samband med investeringar. År 1982 tog Marabou tillsammans med systerbolaget i Norge Freia över chipstillverkaren Maarud. Efterhand integrerades Maarud och Estrellas verksamheter. År 1984 köpte Marabou in sig i Slotts i Uppsala. År 1990 sammanslogs Marabou med moderbolaget Freia till det nya bolaget Freia-Marabou. Norsk Hydro, Procordia Food och Paulig var några av ägarna. År 1993 köptes företaget av Kraft General Foods, nuvarande Mondelēz International, för tre miljarder norska kronor. De båda varumärkena Marabou och Freia finns kvar.

### Bojkott 2023 efter Rysslands invasion av Ukraina
Flera nordiska företag och andra verksamheter inledde i maj och juni 2023 en bojkott mot Marabou, med anledning av att Marabous ägare Mondelez International fortsatt att bedriva verksamhet i Ryssland efter landets invasion av Ukraina 2022. Bland andra SAS, Norwegian, Norse, SJ, Hurtigrutten, Fjord Line, enskilda Ica-handlare, Svenska Fotbollförbundet och Försvarsmakten i Sverige deltog i bojkotten.
Sammanfattningsvis så bemötte Marabous ägare Mondelez kritiken genom att betona att det är ett svenskt varumärke med lokal produktion i Sverige, att man inte säljer några varor i Norden som är producerade i Ryssland samt att inga varor exporteras till Ryssland. Livsmedelsarbetareförbundet är kritiskt till uppmaningarna att bojkotta svenskproducerade Marabouprodukter eftersom det anses drabba livsmedelsarbetarna mer än det drabbar ägarna. Sedan januari 2024 är Marabou inte längre en kunglig hovleverantör. Anledningen är Mondelezs verksamhet i Ryssland.

## Produkter
Varumärket Marabou omfattar bland annat chokladkakor, chokladrullar och chokladstycksaker såsom Daim, Japp, Loop, Nougat, och Skotte, men även chokladaskar såsom Aladdin samt chokladgodispåsarna Twist och Non stop. Företaget producerar även kex och kakor. 
Under åren har Marabous produktsortiment förändrats med sin tid – under tidigt 1930-tal bestod sortimentet av ca 300 produkter som innefattade allt ifrån praliner till marmelad. Så småningom minskade man under 1930- och 1940-talet sitt sortiment till att satsa framför allt på de chokladprodukter som var mest populära, men även det smått legendariska tuggummit Toy (lanserades 1930) och företagets produktion av olika typer av tablettaskar, där de mest sålda var Domino, Figaro, Tenor tablettaskar samt Nigrol lakritstabletter.

### Marabou mjölkchoklad
Redan på 20-talet hade Marabou lanserat en traditionell mjölkchokladkaka, men redan under 30-talet påbörjades arbetet med att ta fram en annorlunda mjölkchoklad som skiljde sig från konkurrenternas. Efter många år av experimenterande under strikt sekretess i Marabou-laboratoriet lyckades man på 50-talet äntligen skapa det man sökte – en ny choklad med balanserad smak av kolaarom, choklad och lagom sötma. Den nya mjölkchokladen lanserades 1957, och under ett år ökade Marabous försäljning med hela 50%.

### Daim

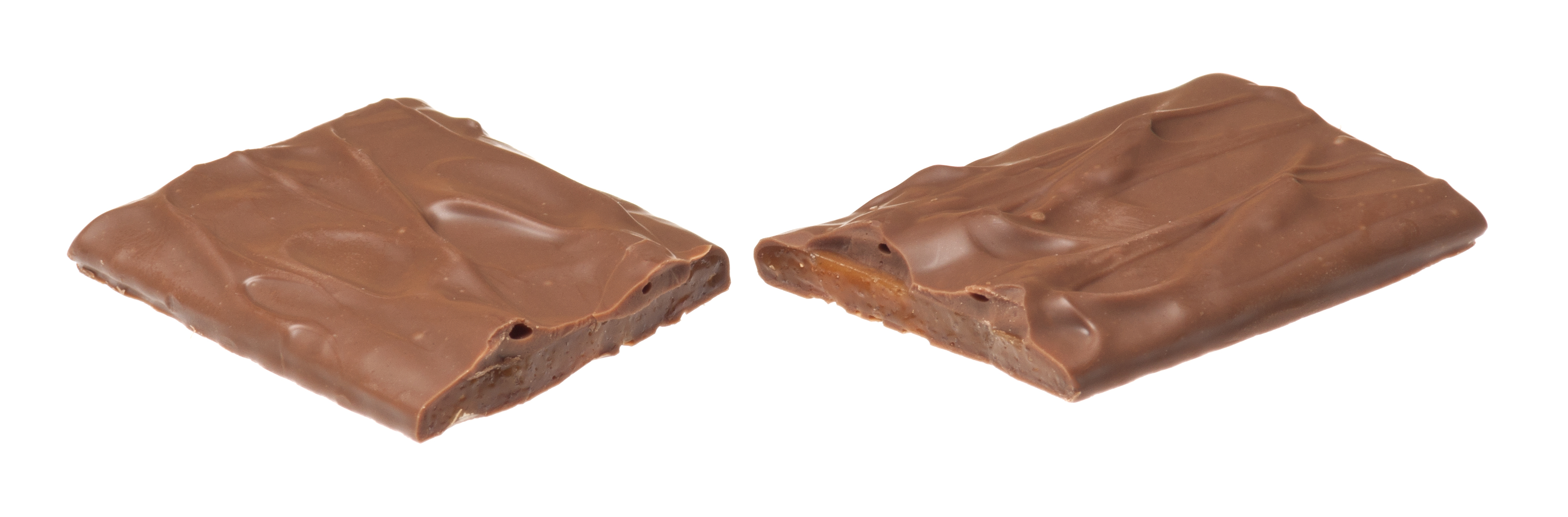
Daim.

Liksom Japp var det Lars Anderfelt hos Marabou som såg till att Daim lanserades. Lanseringen skedde år 1952. Vid ett besök hos Heaths chokladproduktion i England gav ägaren av Heath honom en lista på ingredienser till en av sina mest populära produkter, Heath bar, som var en typ av knäckchoklad. Hemma i Sverige fick Marabous produktutvecklare i uppdrag att ta fram en ny choklad med samma knäckiga karaktär, och en kort tid senare lanserades Dajm (det första namnet för Daim), som gjorde succé i butikerna. Dajm blev även mycket populär utomlands, vilket gjorde att man under 1990-talet döpte om den till Daim. Daim har under åren dykt upp i flera format, bland annat Daim mini, Daimstrut, Marabou Daim och Dubbel Daim.

### Japp
År 1947 lanserade Marabou chokladbiten Japp. Marabous VD på den tiden, Lars Anderfelt, var nära vän med Forrest Mars, som ägde en fabrik strax norr om London där han bland annat tillverkade en chokladbit som bar hans namn – Mars. Under ett fabriksbesök blev Marabous VD mycket förtjust i produkten och frågade om Marabou kunde få ta konceptet till Sverige. Detta sade man ja till, och produkten togs med till Sverige och började säljas under namnet Japp.

### Ergo Cacao
Ergo Cacao var Marabous allra första produkt och såldes från fabriksstarten år 1919. Kakaopulvret bytte så småningom namn till Ergo under åren 1925-1967. Under sena 1960-talet slutade produkten att säljas.

## Marknadsföring
Leif Sandström anställdes av Marabou 1944. I egenskap av reklamdirektör kom han att prägla Marabous förpackningar och annonser långt in på 1960-talet. Han ritade dessutom alla Marabous förpackningar för 1950-talets produkter, från Fortuna till O'boy.
Marabous reklamslogan Mmm... Marabou lanserades för första gången i en reklamfilm 1956, där skådespelarna Sture Lagerwall och Yvonne Lombard medverkade. Samma slogan används även idag, men under åren har man periodvis använt sig av Smaken man aldrig glömmer (1980-talet), Små goda ögonblick, (2002) Smaken man vill tillbaka till (2004–2005), Hur många rutor gör dig glad?, samt Marabou, lite mer mmm i livet. Marknadsföringen med Marabounamnet har främst gällt mjölkchokladen.